# Doleschallia bisaltide
A Doleschallia bisaltide a rovarok (Insecta) osztályának lepkék (Lepidoptera) rendjébe, ezen belül a tarkalepkefélék (Nymphalidae) családjába tartozó faj.

## Előfordulása
A Doleschallia bisaltide India, Kína és Ausztrália között sokfelé megtalálható. Mivel az előfordulási területe igen nagy és számos szigetet foglal magába, sok alfaja alakult ki. Indonézia és a Nyugat-Csendes-óceán több szigetén is fellelhető.

## Alfajai
- Doleschallia bisaltide andamanensis Fruhstorfer, 1899[2][3]
- Doleschallia bisaltide apameia Fruhstorfer, 1912
- Doleschallia bisaltide australis C. & R. Felder, 186[4]
- Doleschallia bisaltide bougainvillensis Strand, 192
- Doleschallia bisaltide cethega Fruhstorfer, 1912
- Doleschallia bisaltide ceylonica Fruhstorfer, 1903
- Doleschallia bisaltide continentalis Fruhstorfer, 1899[4][5]
- Doleschallia bisaltide denisi Viette, 1950
- Doleschallia bisaltide gurelca Grose-Smith & Kirby, 1893
- Doleschallia bisaltide herrichi Butler, 1876
- Doleschallia bisaltide indica Moore, 1899
- Doleschallia bisaltide karabachica Tytler, 1940
- Doleschallia bisaltide malabarica Fruhstorfer, 1899[2]
- Doleschallia bisaltide menexema Fruhstorfer, 1912
- Doleschallia bisaltide merguiana Evans, 1924
- Doleschallia bisaltide montrouzieri Butler, 1876
- Doleschallia bisaltide nasica Fruhstorfer, 1907
- Doleschallia bisaltide nigromarginata Joicey & Noakes, 1915
- Doleschallia bisaltide philippensis Fruhstorfer, 1899
- Doleschallia bisaltide pratipa C. & R. Felder, 1860[6]
- Doleschallia bisaltide rennellensis Howarth, 1962
- Doleschallia bisaltide scapus Fruhstorfer, 1912
- Doleschallia bisaltide sciron Godman & Salvin, 1888
- Doleschallia bisaltide tenimberensis Fruhstorfer, 1912
- Doleschallia bisaltide tualensis Fruhstorfer, 1899

## Megjelenése

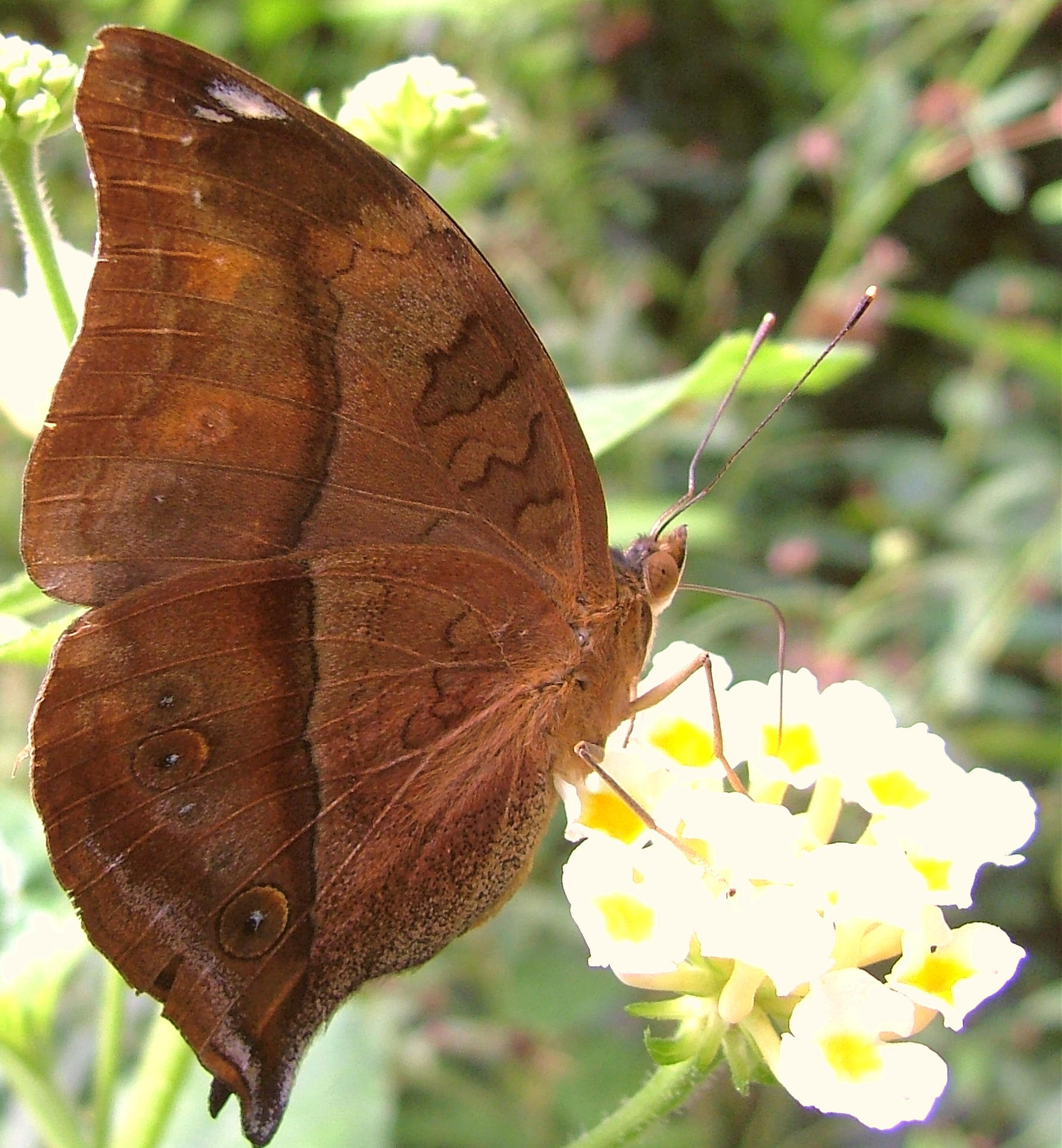
Falevélként rejtőzködik

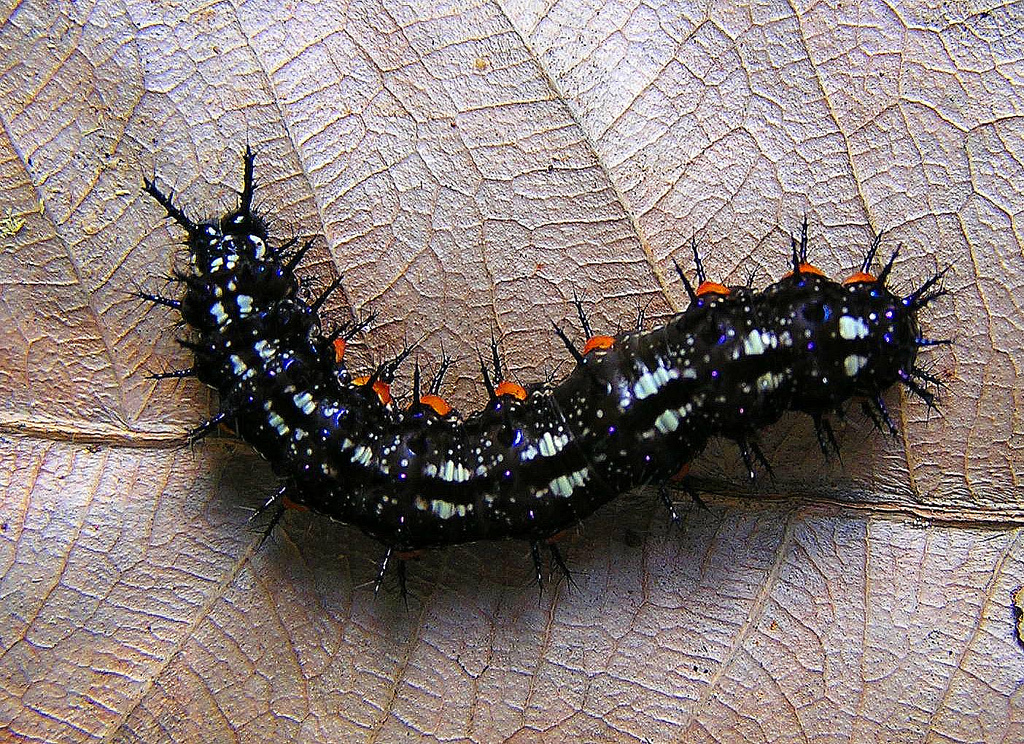
A hernyó

Szárnyfesztávolsága 84–88 milliméter. A szárnyai felül sárgák; az első szárnyak elülső részén vastag, fekete sáv van, amelybe egy vékonyabb sárga sáv fut bele. Szárnyainak alulsó része barnás és száraz levélre emlékeztet; amikor a lepke nyugalmi állapotban van, ilyen módon álcázza magát. A hernyó fekete, lábai vörösek; testének háti részén két sornyi fehér petty van, oldalain több, kékes színű szőrzet látható. A báb sárgás számos fekete ponttal; a feji részének két hegye van.

## Életmódja
Legfőbb táplálékai a kenyérfa (Artocarpus)-, Pseuderanthemum-, fűszercserje (Calycanthus)-, Ruellia-, Girardina-, Strobilanthus- és Graptophyllum-fajok.

## Fordítás
- Ez a szócikk részben vagy egészben  a   Doleschallia bisaltide című angol Wikipédia-szócikk ezen változatának fordításán alapul.  Az eredeti cikk szerkesztőit annak laptörténete sorolja fel. Ez a jelzés csupán a megfogalmazás eredetét és a szerzői jogokat jelzi, nem szolgál a cikkben szereplő információk forrásmegjelöléseként.